# 利物浦中央圖書館
利物浦中央圖書館（英語：Liverpool Central Library）是英國英格蘭城市利物浦的22座圖書館中規模最大的一座，位於利物浦市中心。圖書館位於威廉·布朗大街，和多座歷史建築相鄰。圖書館最早的建築是威廉·布朗圖書館和博物館，修建於1860年。2008年5月，利物浦中央圖書館宣布將翻新其建築。圖書館主大樓在2010年7月23日關閉，並在隔壁建築開始提供臨時服務。2013年5月17日，圖書館重新對外開放。

## 外部連結

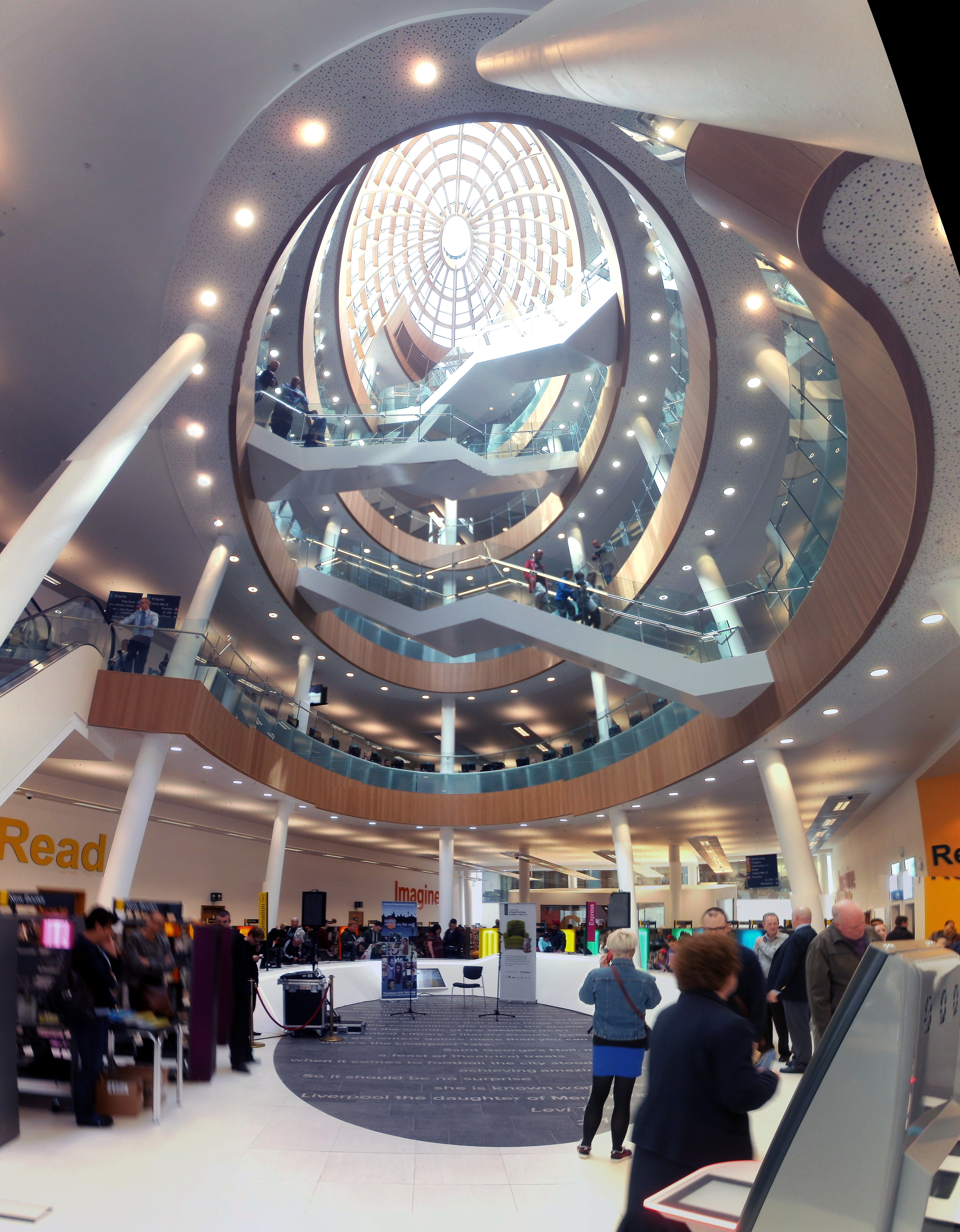
圖書館內部

- Liverpool Central Library website
- Virtual tour of Liverpool Central Library（页面存档备份，存于）
- Liverpool Libraries web page
- Images of England:Picton Reading Room and Hornby Library
- Images of England:William Brown Library

53°24′35″N 2°58′51″W / 53.4098°N 2.9807°W